# Cinquième circonscription de la préfecture de Saitama
La cinquième circonscription de la préfecture de Saitama (埼玉県第5区, Saitama-ken dai-go-ku) est l'une des seize circonscriptions législatives que compte la préfecture de Saitama au Japon.

## Description géographique
Entre 1994 et 2002, la cinquième circonscription de la préfecture de Saitama regroupait les villes d'Ōmiya et Yono.
Entre 2002 et 2003, elle correspondait à une partie de la ville de Saitama. Entre 2003 et 2017, elle comprenait les arrondissements de Nishi, Kita, Ōmiya et Chūō de la ville de Saitama.
Entre 2017 et 2022, elle couvrait les arrondissements de Nishi, Kita, Ōmiya et Chūō et une partie de l'arrondissement de Minuma.
Depuis 2022, elle réunit les arrondissements de Nishi, Kita, Ōmiya et Chūō.

## Députés
| Législature | Début de mandat | Fin de mandat | Député élu             | Parti politique | Parti politique |
| ----------- | --------------- | ------------- | ---------------------- | --------------- | --------------- |
| 41e         | 1996            | 2000          | Nobuhiko Fukunaga (ja) |                 | PLD             |
| 42e         | 2000            | 2003          | Yukio Edano            |                 | PDJ             |
| 43e         | 2003            | 2005          | Yukio Edano            |                 | PDJ             |
| 44e         | 2005            | 2009          | Yukio Edano            |                 | PDJ             |
| 45e         | 2009            | 2012          | Yukio Edano            |                 | PDJ             |
| 46e         | 2012            | 2014          | Yukio Edano            |                 | PDJ             |
| 47e         | 2014            | 2017          | Yukio Edano            |                 | PDJ             |
| 48e         | 2017            | 2021          | Yukio Edano            |                 | PDC             |
| 49e         | 2021            | 2024          | Yukio Edano            |                 | PDC             |
| 50e         | 2024            | -             | Yukio Edano            |                 | PDC             |